# Зомбита 3
„Зомбита 3“ (на английски: Zombies 3) е американски научнофантастичен мюзикъл, който е излъчен премиерно по „Дисни+“ на 15 юли 2022 г. и по „Дисни Ченъл“ на 12 август 2022 г. Като продължение на първия и втория филм от поредицата „Зомбита“, във филма участват Майло Манхейм и Мег Донъли, които повтарят съответните си роли като Зед и Адисън. Някои от поддържащия актьорски състав от първите два филма на „Зомбита“ също се завръщат.

## Актьорски състав
- Майло Манхейм – Зед[2][3]
- Мег Донъли – Адисън[2][3]
- Тревър Торджман – Бъки[2][3]
- Кайли Ръсел – Елиза[2][3]
- Карла Джефри – Брий[2][3]
- Чандлър Кини – Уила[2][3]
- Пиърс Джоза – Уайът[2][3]
- Бейби Ариел – Уинтър[2][3]
- Тери Хю – А-Спен[2][3]
- Мат Корнет – А-Лан[2][3]
- Кайра Тантао – А-Ли[2][3]
- Кингстън Фостър – Зоуи[2][3]
- Джеймс Годфри – Бонзо[2][3]
- Рупол – гласът на Майката-кораб[2][3]
- Емилия Маккарти – Лейси[2][3]
- Ноа Зулфикар – Джейси[2][3]
- Джазмин Рене Томас – Стейси[2][3]
- Наоми Шниекус – директор Лий[2][3]
- Пол Хопкинс – Дейл[2][3]
- Мари Уорд – Миси[2][3]
- Шийла Маккарти – Анджи[2][3]
- Джонатан Лангдън – Треньорът[2][3]
- Тони Напо – Зевон[4]

## Продукция
На 22 март 2021 г., третия филм, озаглавен „Зомбита 3“ е обявен, а снимките се провеждат през пролетта в Торонто, Канада. Майло Менхайм и Мег Донъли повтарят съответните си роли на Зед и Адисън. Режисьор е Пол Хоуен, докато „Блур Стрийт Продъкшънс“ служи като производствена компания. Дейвид Лайт, Джоузеф Расо, Сузан Фаруел и „Ресонат Ентъртейнмънт“ служат като изпълнителни продуценти. На 19 май 2021 г. е обявено, че Мат Корнет, Кайра Тантао, Тери Хю са добавени в актьорския състав като съответните роли А-Лан, А-Ли и А-Спен. Чандлър Кини, Пиърс Джоза, Бейби Ариел, Тревър Торджман, Карла Джефри, Кайли Ръсел, Джеймс Годфри и Кингстън Фостър също се завръщат в съответните си роли. Снимките за филма започват на 31 май 2021 г. и приключват през юли 2021 г.

## Премиера
„Зомбита 3“ е пуснат на 15 юли 2022 г. по „Дисни+“. Филмът също е излъчен по „Дисни Ченъл“ на 12 август.

## В България
В България филмът е излъчен по локалната версия на Дисни Ченъл на 29 октомври 2022 г. в събота от 17:00 ч.

### Нахсинхронен дублаж
Дублажът е записан в „Доли Медия Студио“. Екипът се състои от:
| Роля      | Изпълнител               |
| --------- | ------------------------ |
| Зед       | Виктор Танев             |
| Адисън    | Мина Костова             |
| Бъки      | Росен Русев              |
| Елайза    | Лина Шишкова             |
| Уила      | Лина Шишкова             |
| Брий      | Августина-Калина Петкова |
| Уайът     | Петър Бонев              |
| Дейл Уелс | Петър Бонев              |
| Зивън     | Иван Велчев              |
| Треньорът | Иван Велчев              |
| Миси Уелс | Ася Рачева               |
| А-Ли      | Ася Рачева               |
| Зоуи      | Калина Асенова           |